# Wysoka (Beskid Sądecki)
Wysoka (759 m) – szczyt w Paśmie Radziejowej w Beskidzie Sądeckim. Znajduje się na wschodnich zboczach Sopotnickiego Potoku, pomiędzy dwoma jego dopływami. Jest bocznym odgałęzieniem grzbietu Gabańki i jest całkowicie zalesiony. Nie prowadzi nim żaden szlak turystyczny.